# بیورن اوتو
بیورن اوتو (انگلیسی: Björn Otto؛ زاده ۱۶ اکتبر ۱۹۷۷ ‏(۴۷ سال)) یک ورزشکار اهل آلمان است.